# Рик и Морти (3-й сезон)
Третий сезон американского анимационного телесериала «Рик и Морти» впервые транслировался в США в рамках позднего ночного программного блока Adult Swim на телеканале Cartoon Network. Премьерный эпизод, «Рикбег из Рикшенка», вышел 1 апреля 2017 года. Последний, «Рикчжурский мортидат», вышел 1 октября того же года.
Следующий, четвёртый сезон мультсериала вышел в 2019 году.

## Актёрский состав

### Основной состав
- Джастин Ройланд — Рик Санчес и Морти Смит, два главных героя сериала; Рик — эксцентричный сумасшедший учёный, а Морти — его добрый, но легко огорчающийся внук[2].
- Крис Парнелл — Джерри Смит, зять Рика и отец Морти; простодушный и неуверенный в себе человек, который не одобряет влияние Рика на его семью[2].
- Спенсер Грэммер — Саммер Смит, внучка Рика и сестра Морти; обычный подросток, который беспокоится об улучшении своего статуса среди сверстников[2].
- Сара Чок — Бет Смит, дочь Рика и мать Морти; в целом уравновешенный человек, недовольный своим браком[2].

### Приглашённые звёзды
- Нейтан Филлион — Корнвелиус Майкл, агент Галактической Федерации[3].
- Тони Хейл — Эли, сосед Саммер в постапокалиптической версии Земли[4].
- Джоэл Макхейл — Кровотёк, лидер постапокалиптической группы падальщиков[4].
- Сьюзан Сарандон — доктор Вонг, семейный терапевт[5].
- Питер Серафинович — глава иностранного правительства[5].
- Дэнни Трехо — Ягуар, человек, которого держат в плену агенты иностранного правительства[5].
- Гиллиан Джейкобс — Супернова, межгалактический супергерой[6].
- Кристиан Слейтер — Вэнс Максимус, межгалактический супергерой[6].
- Logic — в роли самого себя, исполнитель на вечеринке[6].
- Лэнс Реддик — Алан Рельс, межгалактический супергерой[6].
- Томас Миддлдитч — Томми Липнип, друг детства Бет[7].
- Кит Дэвид — президент США[8].

## Эпизоды
| № общий | № в сезоне | Название                                                                             | Режиссёр        | Автор сценария                                                                           | Дата премьеры    | Зрители США (млн) |
| --- | ---------- | ------------------------------------------------------------------------------------ | --------------- | ---------------------------------------------------------------------------------------- | ---------------- | ----------------- |
| 22 | 1          | «Рикбег из Рикшенка» «The Rickshank Rickdemption»                                    | Хуан Меса-Леон  | Майк Макмэхан                                                                            | 1 апреля 2017    | 0,68              |
| Рику удаётся сбежать из тюрьмы и разрушить одновременно Галактическую Федерацию и Цитадель Риков. Инопланетяне покидают Землю, но брак Бет и Джерри распадается.                             |            |                                                                                      |                 |                                                                                          |                  |                   |
| 23 | 2          | «Рикман с камнем» «Rickmancing the Stone»                                            | Доминик Полчино | Джейн Бекер                                                                              | 30 июля 2017     | 2,86              |
| Морти и Саммер, переживающие из-за развода родителей, задерживаются в постапокалиптическом мире, напоминающем фильмы о Безумном Максе.                                                       |            |                                                                                      |                 |                                                                                          |                  |                   |
| 24 | 3          | «Огурчик Рик» «Pickle Rick»                                                          | Энтони Чун      | Джессика Гао                                                                             | 6 августа 2017   | 2,31              |
| Семейство Смитов проходит сеанс психотерапии. Рик превращает себя в маринованный огурец, но оказывается в таком виде вовлечённым в конфликт с русскими шпионами.                             |            |                                                                                      |                 |                                                                                          |                  |                   |
| 25 | 4          | «Виндикаторы 3: Возвращение концесветника» «Vindicators 3: The Return of Worldender» | Брайан Ньютон   | Сара Карбинер и Эрика Росби                                                              | 13 августа 2017  | 2,66              |
| Морти и Рик присоединяются к Виндикаторам, команде космических супергероев. Оказывается, что Рик в пьяном виде устроил своим новым соратникам ловушку.                                       |            |                                                                                      |                 |                                                                                          |                  |                   |
| 26 | 5          | «Конспирация» «The Whirly Dirly Conspiracy»                                          | Хуан Меса-Леон  | Райан Ридли                                                                              | 21 августа 2017  | 2,29              |
| Рик и Джерри посещают курорт, всем посетителям которого гарантировано бессмертие, однако обслуживающий персонал желает убить Рика. В это же время Саммер превращается в великаншу.           |            |                                                                                      |                 |                                                                                          |                  |                   |
| 27 | 6          | «Отдых и риклаксация» «Rest and Ricklaxation»                                        | Энтони Чун      | Том Кауфман                                                                              | 27 августа 2017  | 2,47              |
| Рик и Морти после «очистки от токсинов» вынуждены иметь дело со своими двойниками, созданными из их худших человеческих качеств.                                                             |            |                                                                                      |                 |                                                                                          |                  |                   |
| 28 | 7          | «Риклантидическая путаница» «The Ricklantis Mixup»                                   | Доминик Полчино | Дэн Гутерман и Райан Ридли                                                               | 10 сентября 2017 | 2,38              |
| Эпизод посвящён событиям на Цитадели, теперь настоящем городе: четвёрка Морти сбегает из школы, полицейские Рик и Морти ведут борьбу с преступностью, Рик-рабочий на фабрике поднимает бунт. |            |                                                                                      |                 |                                                                                          |                  |                   |
| 29 | 8          | «Мозговыносяшки Морти» «Morty’s Mind Blowers»                                        | Брайан Ньютон   | Майк МакМэхан, Джеймс Сичильяно, Райан Ридли, Дэн Гутерман, Джастин Ройланд и Дэн Хармон | 17 сентября 2017 | 2,51              |
| Эпизод состоит из коротких зарисовок — удалённых Риком воспоминаний о приключениях. Просматривая их, Рик и Морти впадают в депрессию, и их выручает Саммер.                                  |            |                                                                                      |                 |                                                                                          |                  |                   |
| 30 | 9          | «Азбука Бет» «The ABC’s of Beth»                                                     | Хуан Меса-Леон  | Майк МакМэхан                                                                            | 24 сентября 2017 | 2,49              |
| Бет посещает игрушечное измерение, которое для неё в детстве создал Рик. Тем временем Джерри заводит отношения с инопланетянкой.                                                             |            |                                                                                      |                 |                                                                                          |                  |                   |
| 31 | 10         | «Рикчжурский мортидат» «The Rickchurian Mortydate»                                   | Энтони Чун      | Дэн Хармон                                                                               | 1 октября 2017   | 2,60              |
| Рик и Морти ввязываются в противостояние с президентом США. Тем временем Бет подозревает, что она — созданный Риком клон настоящей Бет.                                                      |            |                                                                                      |                 |                                                                                          |                  |                   |

## Производство

### Разработка
В августе 2015 года сериал был продлён на третий сезон. В октябре 2015 года Ройланд в интервью The Hollywood Reporter сообщил, что команда получила много сценариев от сценаристок для предстоящего сезона, чего раньше никогда не было. Он заявил, что «мы перешли от сценариев с нулевыми спецификациями [от кандидатов-женщин] к пяти или шести из них, так что весьма вероятно, что в третьем сезоне будет одна, а возможно, и две девушки в комнате». В конце концов, к команде добавились четыре женщины-сценаристов, и, не считая соавторов шоу, Джастина Ройланда и Дэна Хармона, комната сценаристов для третьего сезона была сбалансирована по половому признаку.
Состав сценаристов состоял из одиннадцати человек, которые коллективно писали и неоднократно переписывали каждый эпизод. Хармон отметил, что идеи сценаристов были смешаны и уточнены в процессе написания, и что имя сценариста, которое появляется в начальных титрах эпизода, обычно совпадает с именем человека, которому было поручено подготовить план эпизода. Сара Карбинер, одна из новых сценаристок, сказала, что ей удалось многому научиться на своём опыте работы в команде сценаристов. Она объяснила, что история, которая для других шоу была бы целым эпизодом, для Рика и Морти это будет только его первые несколько минут. Поэтому команде пришлось написать большой сценарий за очень короткое время.

### Сценарий и анимация
Написание сценария началось 2 ноября 2015 года, а первый эпизод был закончен 18 февраля 2016 года. В июле 2016 года, уже отставая от графика, производственная группа признала, что успех сериала увеличил давление, чтобы оправдать ожидания зрителей. Творческая свобода, предоставляемая Adult Swim, предполагала принятие на себя ответственности за качество продукции, и по мере того, как планка поднималась выше, работать становилось всё тяжелее, постоянно требовались улучшения, и это часто приводило к задержкам. Хармон сказал собравшимся журналистам на San Diego Comic-Con 2016, что «это не бесконечный перфекционизм, потому что вы знаете, когда что-то, наконец, щёлкает, и вы думаете: „Это хороший сериал“». Также добавил, что худшую часть задержек с графиком пришлось перенести аниматорам, поскольку они были вынуждены работать по выходным, чтобы справиться с тяжёлой рабочей нагрузкой.
В сентябре 2016 года сценаристы закончили писать сценарий к новым эпизодам, и ждали их возвращения из Bardel Entertainment, канадской анимационной студии Рика и Морти, для домашних показов. После того, как были созданы аниматики (записанные на видео версии нарисованной от руки раскадровки с очень ограниченным движением) для каждого эпизода, и производственная группа смогла предварительно визуализировать анимацию, последовали дополнительные проходы по сценариям. В интервью The Detroit Cast сценарист Райан Ридли рассказал, что процесс написания третьего сезона был завершён в ноябре 2016 года, и отметил, что сезон Рика и Морти требует много времени, чтобы написать и анимировать.
В феврале 2017 года Хармон объявил в своём подкасте Harmontown, что сезон находится в процессе анимации, после долгого периода написания. Примерно в то же время руководитель производства Bardel Entertainment Марк Ван И подтвердил, что «всё идёт по плану». В июне 2017 года, когда производство сезона было завершено, Хармон написал серию сообщений в Твиттере, в которых он опроверг сообщения о своих разногласиях с Ройландом, являющимся основной причиной задержки, и объяснил, что процесс написания занял больше времени, чем ожидалось, из-за его перфекционизма. В результате третий сезон «Рика и Морти» состоял всего из десяти эпизодов вместо четырнадцати, как планировалось изначально.

## Релиз
Третий сезон «Рика и Морти» первоначально транслировался по воскресеньям в 23:30 по EST на Adult Swim, блоке ночных программ Cartoon Network, ориентированном на взрослых. Сеть предлагала бесплатные прямые трансляции для первых двух эпизодов сезона, а для остальных эпизодов требовалась подписка на кабельное телевидение, чтобы смотреть шоу в прямом эфире. После завершения третьего сезона Adult Swim предоставил прямой доступ к просмотру Рика и Морти на своём официальном сайте в некоторых регионах, надеясь отговорить зрителей от просмотра других незаконных прямых трансляций.
Эпизоды стали доступны для просмотра на Netflix в ряде стран за пределами США через неделю после их первоначальной даты выхода в эфир. Сезон был добавлен в Hulu 23 июня 2018 года, при этом расширение прошло аналогично графику двух предыдущих сезонов для стримингового сервиса. Версии сезона без цензуры также доступны для покупки на различных платформах цифрового распространения, включая iTunes, Amazon и Microsoft Store. Цифровой релиз включает комментарии к каждому эпизоду и ещё семь коротких видеороликов с участием соавторов Дэна Хармона и Джастина Ройланда.
Третий сезон был выпущен на DVD и Blu-ray 15 мая 2018 года с особыми функциями, включая эксклюзивные комментарии и аниматики для каждого эпизода, происхождение Рика и Морти, материал «внутри эпизода» и эксклюзивный материал «внутри записывающей кабины». Звезда «Игры престолов» Питер Динклэйдж и шоураннеры Дэвид Бениофф и Д. Б. Уайсс записали аудиокомментарии к эпизоду «Огурчик Рик». Другие комментарии гостей включают Мэрилина Мэнсона, Кортни Лав, Рассела Брэнда и победителя краудфандинговой кампании, запущенной Джастином Ройландом и Дэном Хармоном Planned Parenthood. В своём обзоре Blu-ray для Forbes Люк Томпсон описывает релиз как «тщательный набор, который, кажется, охватывает все аспекты и доставит часы удовольствия даже тем фанатам, которые уже смотрели каждый эпизод по несколько раз».

## Реакция критиков и зрителей

### Реакция критиков
Третий сезон имеет рейтинг одобрения 96 % на Rotten Tomatoes на основе 10 обзоров, со средним рейтингом 8,95 из 10. Консенсус критиков гласит: «Рик и Морти погружаются в новые и даже более странные космические дилеммы в третьем сезоне, в котором исследуются семейные узы, любовь и нигилизм, рассматривая все экзистенциальные темы с фирменным зазубренным остроумием сериала».
Джесси Шедин из IGN назвал третий сезон сериала более мрачным и непредсказуемым, чем первые два, и похвалил его концептуальное повествование и развитие персонажей. Шедин оценил сезон на 8,8 из 10, заявив, что он «не совсем достиг высот 2-го сезона, но пока что это самый интересный и амбициозный сезон в сериале». Занимая аналогичную позицию, Кори Плант из Inverse заявил, что Рику и Морти удалось быть одновременно мрачными и забавными в своём третьем сезоне.
Зак Хэндлен из The A.V. Club согласился, что это был самый мрачный сезон «Рика и Морти», хотя он отметил, что зрители стали нечувствительны к насилию в шоу. «В предыдущих сезонах сериалу удалось найти баланс между насмешкой над собой и искренней радостью в абсурдных сценариях. Эта радость всё ещё присутствует, более или менее, но в ней есть горечь, которую всё труднее и труднее игнорировать». Майк Козимано из Comics Gaming Magazine не думал, что третий сезон был мрачным; он сказал, что он использовал «дешёвые удары кулаком в кишку, чтобы вызвать именно такую реакцию», добавив, что слишком многие эпизоды сезона были слабыми, поскольку шоу фокусируется на развитии персонажей только в первой половине, что приводит к неравномерному сезону. Он посчитал сезон разочарованием и оценил его на 6,5 баллов из 10.
Кайла Кобб из Decider сосредоточилась на динамизме, показанном Бет и Саммер, поскольку персонажи нарушили стереотипные условности первых двух сезонов. Кобб заявила, что «3-й сезон — это первый раз, когда Рик и Морти действительно передали правление своим ведущим женщинам, и это было ужасающим удовольствием». Джулия Александер из Polygon подчеркнула философский конфликт между нигилистическим реализмом и жизнью в невежественном блаженстве как главную тему сезона и отметила, что «после интроспективного сезона, основанного на важности самореализации и размышлений, третий год Рика и Морти закончился полной перезагрузкой», где Бет и дети воссоединяются с Джерри в финале сезона, поскольку они ищут утешения в бегстве от реальности и игнорируют реалии своей жизни. Зак Хэндлен считал возвращение Джерри неудачей и «необходимой поправкой к дуге, которая могла полностью сойти с рельсов». Хэндлен скептически отнёсся к заявлению Бет в последнем эпизоде о том, что с этого момента всё будет снова как в первом сезоне, сказав, что «проблема с продвижением третьего сезона заключается в том, что мосты остаются сожжёнными».

### Рейтинги
Общее количество зрителей третьего сезона увеличились на 81 % по сравнению с предыдущим сезоном, а сам сезон получил самые высокие рейтинги в истории Adult Swim. «Рик и Морти» была самой популярной телевизионной комедией в возрастных группах 18—24 и 18—34 лет в США, согласно данным рейтингов «Live+7» за период с декабря 2016 года по сентябрь 2017 года. Эта рейтинговая система отслеживает количество просмотров в прямом эфире, трансляции и просмотр по запросу в течение начального недельного периода, обеспечивая более точную картину отложенного просмотра по сравнению с рейтингами «Live+Same Day». Учитывая, что эпизоды третьего сезона изначально выходили в эфир в 23:30 по воскресеньям очень вероятно, что люди смотрели бы их по запросу на следующий день или несколько дней спустя.
Кристина Миллер, глава Adult Swim, сказала Fortune, что «Рик и Морти» «выходит за рамки простого обращения к миллениалами», поскольку цифры показывают, что шоу смотрят люди всех возрастов. Второй эпизод сезона, который вышел в эфир почти через четыре месяца после необъявленной премьеры, был самым просматриваемым эпизодом сезона с 2,86 миллиона зрителей и вторым по количеству просмотров по кабельному телевидению в тот день, когда он транслировалась среди взрослых в возрасте от 18 до 49 лет, после эпизода «Игры престолов». Финал сезона посмотрели 2,6 миллиона зрителей в прямом эфире и в тот же день это была самая популярная телепередача во всех возрастных группах.

### Реакция фанатов
В интервью The Hollywood Reporter сценаристки Джейн Беккер, Сара Карбинер и Джессика Гао ответили на негативные комментарии относительно их участия в написании третьего сезона «Рика и Морти», вспомнив пост на Реддите, в котором они были названы «воинами социальной справедливости, которых Дэну пришлось нанять». Гао заявила:

Люди, которые говорят [нанятие сценаристов должно быть меритократией], никогда не задумывались о том, что это на самом деле означает и откуда эта меритократия.

После выхода «Огурчика Рика», одного из эпизодов с наибольшим рейтингом в сезоне, ряд фанатов участвовал в онлайн-кампании преследований, нацеленной на женщин-сценаристов сериала, особенно Джейн Беккер и Джессику Гао, поскольку они считали, что они «портят шоу» для них. Указанным авторам в Твиттере угрожали изнасилованием и смертью, а их личная информация размещалась в Интернете. В интервью Entertainment Weekly Дэн Хармон выступил против шутников, заявив:

Я думаю, это всё отвратительно. Эти шутники, которые хотят защитить контент, которым, по их мнению, владеют, и каким-то образом объединяют это с их потребностью гордиться тем, что у них есть, а это часто бывает только их расы или пола.

Отсылка на Сычуаньский соус в премьере сезона привлекла огромное внимание в Интернете к рекламному продукту McDonald’s, выпуск которого был прекращён. Интернет-мемы быстро распространились на Реддите и Твиттере, более 40 000 человек подписали петицию на Change.org с просьбой вернуть соус, а на аукционе eBay 20-летний пакетик этого соуса тэрияки был продан за 14 700 долларов. 7 октября 2017 года McDonald’s выпустил ограниченное количество соуса, не назвав «Рика и Морти» явным образом причиной возврата. Многие фанаты часами стояли в длинных очередях, но не все из них были обслужены, так как в точках быстрого питания товар закончился. Это фиаско вызвало гневную реакцию разочарованных фанатов, некоторые из которых жестоко обращались с сотрудниками компании. После этих событий фан-база «Рика и Морти» получила плохую репутацию, и Джеймс Греби из Inverse отметил:

«Рик и Морти» — хорошее шоу, но оно быстро завоёвывает репутацию (честно говоря, заслуженную) благодаря действительно дерьмовой базе фанатов. Даже соавтор сериала Дэн Хармон ненавидит определённую часть своих женоненавистнических фанатов.

Кэмерон Уильямс из Junkee приписал такое «токсичное поведение» росту агрессивного типа титулованных фанатов в последние десятилетия и изучил мотивацию этих людей, отметив:

Трудно чувствовать себя особенным, когда ты лицо в толпе миллионов людей. Многие фанаты с плохим поведением ищут оправдание, чтобы их угнетали, чтобы отделиться от мейнстрима.

Эмили Годетт из Newsweek сказала, что с ростом популярности сериал собрал целую армию онлайн-поклонников, и прокомментировала такие группы, как самопровозглашённые «Настоящие Рики», которые идентифицируют себя с главным героем сериала и считают, что это высокий уровень интеллекта — это оправдание плохого обращения с другими. Годетт отметила, что эти группы не представляют фанатскую базу Рика и Морти, но они «имеют тенденцию высасывать весь кислород из виртуальной комнаты». Один из создателей сериала Джастин Ройланд сказал в своём аккаунте в Твиттере, что видит больше хорошего, чем плохого в фан-базе сериала, и предпочитает сосредоточиться на этом.

### Награды и номинации
«Рик и Морти» получил в общей сложности восемь номинаций за свой третий сезон в 2017 и 2018 годах, из которых выиграл IGN Awards и Выбор телевизионных критиков в категориях «Лучший анимационный сериал». Кроме того, эпизод «Огурчик Рик» получил три номинации, из которых он получил Прайм-таймовую «Эмми» за «Выдающуюся анимационную программу» и премию Энни за «Лучшую анимационную телевизионную / вещательную продукцию для широкой аудитории», а эпизод «Риклантидическая путаница» две номинации, из которых сценаристам Райану Ридли и Дэну Гутерману принёс премию Энни за «Выдающиеся достижения в написании сценария для анимационного телевидения / телевещания». Джастин Ройланд получил премию IGN за «Лучшее комедийное телешоу», а Кристиан Слейтер был номинирован на премию BTVA за озвучку в «Виндикаторах 3: Возвращение концесветника».
| Год  | Премия                           | Категория                                                                          | Номинант | Результат | Прим.  |
| ---- | -------------------------------- | ---------------------------------------------------------------------------------- | --- | --------- | ------ |
| 2017 | Teen Choice Awards               | Choice Animated TV Show                                                            | Рик и Морти | Номинация | [ 70 ] |
| 2017 | IGN Awards                       | TV Series of the Year                                                              | Рик и Морти | Номинация | [ 71 ] |
| 2017 | IGN Awards                       | Best TV Episode                                                                    | Риклантидическая путаница | Номинация | [ 72 ] |
| 2017 | IGN Awards                       | Best Animated Series                                                               | Рик и Морти | Победа    | [ 73 ] |
| 2017 | IGN Awards                       | Best Comedy Series                                                                 | Рик и Морти | Номинация | [ 74 ] |
| 2017 | IGN Awards                       | Best Comedic TV Performance                                                        | Джастин Ройланд | Победа    | [ 75 ] |
| 2018 | Critics’ Choice Television Award | Best Animated Series                                                               | Рик и Морти | Победа    | [ 76 ] |
| 2018 | Annie Awards                     | Best General Audience Animated Television/Broadcast Production                     | Огурчик Рик | Победа    | [ 77 ] |
| 2018 | Annie Awards                     | Outstanding Achievement for Writing in an Animated Television/Broadcast Production | Райан Ридли, Дэн Гутерман (Риклантидическая путаница) | Победа    | [ 77 ] |
| 2018 | Golden Reel Awards               | Outstanding Achievement in Sound Editing — Animation Short Form                    | Хантер Курра, Кайланд Рейли, Эндрю Твит, Джой Элетт, Джефф Халберт, Конрад Пинон (Огурчик Рик) | Номинация | [ 78 ] |
| 2018 | BTVA Voice Acting Awards         | Best Male Vocal Performance in a Television Series in a Guest Role                 | Кристиан Слейтер | Номинация | [ 79 ] |
| 2018 | Saturn Awards                    | Best Animated Series or Film on Television                                         | Рик и Морти | Номинация | [ 80 ] |
| 2018 | Teen Choice Awards               | Choice Animated TV Show                                                            | Рик и Морти | Номинация | [ 81 ] |
| 2018 | Gold Derby Awards                | Best Animated Program                                                              | Рик и Морти | Номинация | [ 82 ] |
| 2018 | Primetime Emmy Awards            | Outstanding Animated Program                                                       | Дэн Хармон, Джастин Ройланд, Делна Бесания, Барри Уорд, Кейт Кроффорд, Майк Лаццо, Райан Ридли, Дэн Гутерман, Майк Макмэхан, Том Кауфман, Олли Грин, Дж. Майкл Мендель, Джессика Гао, Уэс Арчер, Энтони Чун, Натан Литц (Огурчик Рик) | Победа    | [ 83 ] |

### Комментарии
1. ↑  Премьера третьего сезона состоялась без анонса 1 апреля 2017 года. Остальные эпизоды выходили в эфир еженедельно с 30 июля 2017 года[1].
2. ↑  Показ эпизода состоялся без анонса, и повторялся в течение четырёх часов подряд с улучшением рейтингов. Указана зрительская аудитория только самой первой трансляции эпизода[10].
3. ↑  Другое название эпизода — «Истории из Цитадели»[16].